# Paramaechidius heterosquamosus
Paramaechidius heterosquamosus är en skalbaggsart som beskrevs av Heller 1910. Paramaechidius heterosquamosus ingår i släktet Paramaechidius och familjen Melolonthidae. Inga underarter finns listade i Catalogue of Life.